# República Dominicana nos Jogos Pan-Americanos de 2019
A República Dominicana competiu nos Jogos Pan-Americanos de 2019 em Lima, Peru, de 26 de julho a 11 de agosto de 2019.
Em 2 de julho de 2019, a halterofilista Crismery Santana foi nomeada a porta-bandeira do país na cerimônia de abertura.
A delegação dominicana consistiu em 209 atletas.

## Atletas
Abaixo está a lista do número de atletas (por gênero) participando dos jogos por esporte/disciplina.
| Esporte              | Masculino | Feminino | Total |
| -------------------- | --------- | -------- | ----- |
| Badminton            | 3         | 3        | 6     |
| Basquetebol          | 16        | 4        | 20    |
| Beisebol             | 24        | 0        | 24    |
| Boliche              | 2         | 2        | 4     |
| Boxe                 | 9         | 2        | 11    |
| Canoagem             | 3         | 0        | 3     |
| Caratê               | 3         | 7        | 10    |
| Ciclismo             | 3         | 1        | 4     |
| Esgrima              | 0         | 4        | 4     |
| Esqui aquático       | 1         | 1        | 2     |
| Fisiculturismo       | 1         | 0        | 1     |
| Golfe                | 2         | 1        | 3     |
| Handebol             | 0         | 14       | 14    |
| Hipismo              | 1         | 3        | 4     |
| Judô                 | 6         | 3        | 9     |
| Levantamento de peso | 3         | 4        | 7     |
| Lutas                | 10        | 0        | 10    |
| Pentatlo moderno     | 2         | 2        | 4     |
| Raquetebol           | 2         | 2        | 4     |
| Remo                 | 1         | 0        | 1     |
| Saltos ornamentais   | 2         | 0        | 2     |
| Taekwondo            | 4         | 3        | 7     |
| Tênis                | 3         | 1        | 4     |
| Tênis de mesa        | 3         | 3        | 6     |
| Tiro com arco        | 0         | 1        | 1     |
| Tiro esportivo       | 5         | 1        | 6     |
| Triatlo              | 0         | 1        | 1     |
| Vela                 | 1         | 0        | 1     |
| Voleibol             | 2         | 12       | 14    |
| Total                | 112       | 75       | 187   |